# Куала-Тренгану
Куа́ла-Теренга́ну (малайск. Kuala Terengganu / كوالا ترڠڬانو) — город в Малайзии, столица штата Теренгану. Название города можно перевести как «устье реки Теренгану», что объясняется расположением города.

## География
Расположен Куала Теренгану на восточном побережье полуострова Малайзия, в Штате Теренгану, в 500 км от столицы малайзийского государства - Куала-Лумпура. На северо- западе штат Теренгану граничит с штатом Келантан, на юго-западе с штатом Паханг, на востоке  омывается водами Южно-Китайского моря. Город Куала Теренгану является столицей штата Теренгану.

## История
Согласно историческим находкам известно, что штат Теренгану и город Куала Теренгану существовали много веков назад.
В Книге "Линг-Вай-Тай-та" 1178 года китайского писателя Джао Цю Фей, есть упоминание о месте "Тенг - Я - Ну", а в книге "Джу-Фан-джи", написаной Джао Джу Куа в 1226 году, упоминается некий "Тенг - Я - Нунг". Оба названия относятся к Теренгану, которое  было в составе объединённого королевства Сри Виджая с 7 по 12 века.
Ещё во 2 веке нашей эры греческий астронавт Птолемей упоминал два порта на восточном побережье Малайзийского полуострова - Примула и Коул. Считается, что порт Примула тогда находился в Куала Теренгану, а порт Коул в соседнем районе Кемаман. 
В записях китайского писателя времен династии Суй (581-618 гг) также есть упоминание штата "Тан Тан", правительство которого послал подарок Китайскому правительству. Географ Пол Витли заключил, что штат упомянутый в тех записях либо  королевство Куала Берут, либо Куала Теренгану. В записях, кстати, также упоминалось, что Куала Теренгану и Куала Беранг (соседний город) были главными торговыми центрами юго-восточной Азии в 12 веке. 
Река Теренгану была важным и главным торговым путем для иностранных торговцев того времени. Согласно записям китайского путешественника и писателя Джао Джу Куа, сделанным в 1225 году, "Тенг - Я - Нонг" или Куала Теренгану являлся важным торговым портом  на восточном побережье Малайзии. 
Старейшая улица города была названа Kampung Cina («чайнатаун»); зданиям, построенным здесь, уже сотни лет. Однако эта старейшая часть города оказалась под угрозой сноса и была включена Всемирным фондом памятников (World Monuments Fund) в список 1998 World Monuments Watch. Нахождение объекта в списке было подтверждено в 2000 и 2002 гг.

## Достопримечательности
Среди интересных мест города стоит отметить Чайнатаун, «Пасар-Паянг» (центральный рынок), дворец султана, государственный музей, Кристальную мечеть и многое другое.
Пляжи и острова в районе Куала Теренгану, такие как о. Реданг, о. Перхентиан, о. Капас, о. Бидонг, о. Дуюнг, и пляжи Бату Бурук, Телук Кетапан, Майами бич, являются главными туристическими достопримечательностями. 
Внимание к городу также привлекают проходящие здесь международные события в мире парусного спорта. Среди которых такие как Terenganu Monsoon Cup, FEI world endurance Championshift 2008.